# Regelbundet schema
Inom algebraisk geometri, en del av matematiken, är ett regelbundet schema ett schema vars lokala ringar är regelbundna överallt. Varje slät schema är regelbundet, och varje regelbundet schema över en perfekt kropp är slätt.